# Шипуніхинська сільська рада
Шипуні́хинська сільська рада (рос. Шипунихинский сельский совет) — сільське поселення у складі Третьяковського району Алтайського краю Росії.
Адміністративний центр — село Шипуніха.

## Населення
Населення — 590 осіб (2019; 727 в 2010, 1040 у 2002).

## Склад
До складу сільської ради входять:
| Населений пункт         | Населення, осіб (2002) | Населення, осіб (2010) |
| ----------------------- | ---------------------- | ---------------------- |
| Івановка, селище        | 20                     | 13                     |
| Красне Роздольє, селище | 41                     | 12                     |
| Семеновка, селище       | 283                    | 152                    |
| Шипуніха, село          | 696                    | 550                    |